# Brett Pierce
Brett Pierce est un acteur américain, né à Los Angeles.

## Filmographie
.

### Court-métrage
- 2015 : Weekender : Woody

### Télévision
- 2014 : Deal with It : Kevin
- 2016 : The Real O'Neals : Guy 2
- 2016-2017 : This Just In (en) : Rex
- 2016-2018 : Harley, le cadet de mes soucis : Cuff
- 2017 : Imaginary Mary : Gabe
- 2017 : Grey's Anatomy : Tyler Burdeaux
- 2018 : Scorpion : Griffin